# Károly Senyei
Károly Senyei (auch Károly Schmidt oder Karl Schmidt; * 15. Januar 1854 in Pest, Königreich Ungarn; † 7. Februar 1919 in Budapest, Ungarn) war ein ungarischer Bildhauer.

## Leben und Wirken
Károly Senyei war der Sohn eines Lehrers. Er studierte in Budapest, Wien und ab 1883 an der Akademie der Bildenden Künste München. 1886 kehrte er nach Budapest zurück.
Senyei schuf vor allem Bauplastiken und arbeitete dabei mit bekannten Architekten wie Alajos Hauszmann und Albert Schickedanz zusammen. Zu seinen bekanntesten Werken gehören die Triga (1896) auf dem Justizpalast in Budapest und die Statuen der Könige Stephan I. (Szent István, 1911) und Andreas II. (II. Endres, 1912), die er für das Millenniumsdenkmal in Budapest gestaltete.
Für die St.-Stephans-Basilika fertigte er eine Marmorstatue der Hl. Elisabeth (1890er Jahre), für die Habsburg-Halle des Nordflügels des Burgpalastes vier Büsten aus Carrara-Marmor von King Charles III., Maria Theresia, Franz Joseph I. und Elisabeth von Österreich-Ungarn. Vor dem Budapester Historischen Museum befindet sich seine Doppelplastik Háború és Béke (Krieg und Frieden). Für die Palatinsgruft im Burgpalast gestaltete er eine Statue für den Sarkophag der Urenkelin Gizella (1897–1901) von Erzherzog Joseph von Österreich.
Brunnen gestaltete er für den Vigadó-Platz (zwei fischende Kinder, 1896) und für den Burgpalast (Halaszo fiu fountain, drei Kinder mit einem Fisch, 1912).
Senyei stellte eine Statue von Johann Pálffy fertig, die von Ferenc Szárnovszky begonnen und wegen eines Nervenleidens nicht vollendet wurde. Die Arbeit wurde 1905 in Budapest aufgestellt.
Károly Senyei gilt als wichtiger ungarischer Vertreter des Späthistorismus, wobei auch Einflüsse des Neobarock und des Naturalismus erkennbar sind. Einige seiner Werke befinden sich in der Ungarischen Nationalgalerie, im Historischen Museum und im Kiscelli-Museum in Budapest.